# Ti carambole
Bulbophyllum nutans
Espèce
Statut CITES
Le Ti carambole (Bulbophyllum nutans) est une espèce de plantes à fleurs de la famille des Orchidaceae. C'est une orchidée épiphyte tropicale indigène de Madagascar et des Mascareignes.
C'est une espèce arboricole assez commune à La Réunion, typique du genre Bulbophyllum créé par Louis Marie Aubert Du Petit-Thouars lors de sa visite de l'île en 1822, notamment en se référant à cette espèce. Elle forme des alignements d'individus caractérisés par un pseudo-bulbe qui rappelle le carambole, fruit comestible du carambolier (Averrhoa carambola) par la forme et souvent la couleur, d'où son nom local de petit carambole ou ti carambole.

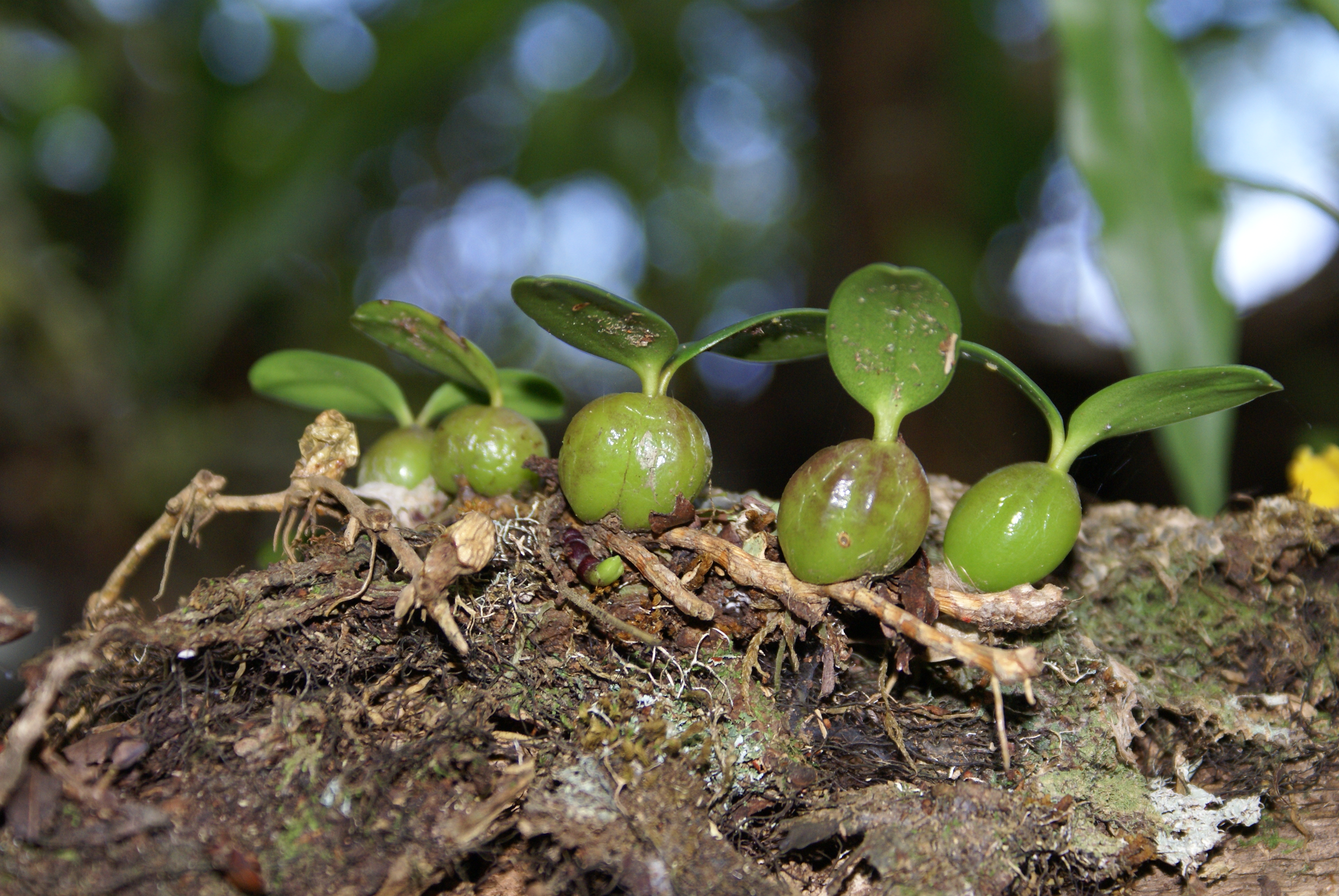
Détail des pseudo-bulbes.